# + stile
+ stile è un singolo del rapper italiano J-Ax e del gruppo musicale italiano The Styles, pubblicato il 15 giugno 2007 come unico estratto dalla riedizione del primo album in studio Di sana pianta.

## Tracce
CD singolo (Italia)
1. + Stile – 3:26
2. Fumo ancora – 4:55

Download digitale
1. + Stile – 3:28

## Formazione
- J-Ax – voce
- Guido Style – voce, chitarra
- Steve Style – chitarra
- Luke Style – batteria